# Birkenbringhausen
Birkenbringhausen ist ein Ortsteil der Gemeinde Burgwald im nordhessischen Landkreis Waldeck-Frankenberg.

## Geografie
Der Ort ist der westlichste der fünf Ortsteile Burgwalds, 5 km südwestlich von Frankenberg (Eder) und 30 km nördlich von Marburg (Lahn) gelegen. Die nördliche Grenze bilden die Gemarkung des Frankenberger Ortsteils Röddenau und des Burgwalder Ortsteils Burgwald. Im Osten schließen sich der Burgwalder Ortsteil Wiesenfeld (Burgwald) und im Süden und Westen Ernsthausen an. Die nordwestliche Grenze bilden die zu Allendorf gehörenden Orte Rennertehausen und Haine, die durch die Eder markiert wird.
Birkenbringhausen liegt am westlichen Rand des Burgwalds im Tal der Eder.

## Geschichte

### Ortsgeschichte
Die älteste bekannte schriftliche Erwähnung von Birkenbringhausen erfolgte im Jahr 1244 unter dem Namen Brůnichusen in einem Güterverzeichnis des Klosters Haina. Weitere Erwähnungen erfolgten unter den Ortsnamen (in Klammern das Jahr der Erwähnung): Brunicghusen  (1249), Brunenkusen (1289) und Bringhausen in den Bircken (1708).
Im Jahre 1999 feierte der Ort sein 750-jähriges Jubiläum.
Hessische Gebietsreform (1970–1977)
Im Zuge der Gebietsreform in Hessen fusionierten zum 1. Juli 1971 die bis dahin selbständigen Gemeinden Birkenbringhausen, Ernsthausen und Wiesenfeld freiwillig zu einer Gemeinde mit dem Namen Burgwald. Für Birkenbringhausen wurde, wie für die übrigen ehemals eigenständigen Gemeinden von Burgwald, ein Ortsbezirk mit Ortsbeirat und Ortsvorsteher nach der Hessischen Gemeindeordnung gebildet.

### Bevölkerung

#### Einwohnerentwicklung
Quelle: Historisches Ortslexikon
- 1577: 38 Hausgesesse
- 1747: 51 Haushaltungen

| Birkenbringhausen: Einwohnerzahlen von 1834 bis 2016 | Birkenbringhausen: Einwohnerzahlen von 1834 bis 2016 | Birkenbringhausen: Einwohnerzahlen von 1834 bis 2016 | Birkenbringhausen: Einwohnerzahlen von 1834 bis 2016 | Birkenbringhausen: Einwohnerzahlen von 1834 bis 2016 |
| --- | ---------------------------------------------------- | ---------------------------------------------------- | ---------------------------------------------------- | ---------------------------------------------------- |
| Jahr |                                                      |                                                      |                                                      | Einwohner                                            |
| 1834 | 1834                                                 |                                                      | 489                                                  | 489                                                  |
| 1840 | 1840                                                 |                                                      | 519                                                  | 519                                                  |
| 1846 | 1846                                                 |                                                      | 476                                                  | 476                                                  |
| 1852 | 1852                                                 |                                                      | 465                                                  | 465                                                  |
| 1858 | 1858                                                 |                                                      | 411                                                  | 411                                                  |
| 1864 | 1864                                                 |                                                      | 425                                                  | 425                                                  |
| 1871 | 1871                                                 |                                                      | 363                                                  | 363                                                  |
| 1875 | 1875                                                 |                                                      | 370                                                  | 370                                                  |
| 1885 | 1885                                                 |                                                      | 347                                                  | 347                                                  |
| 1895 | 1895                                                 |                                                      | 372                                                  | 372                                                  |
| 1905 | 1905                                                 |                                                      | 384                                                  | 384                                                  |
| 1910 | 1910                                                 |                                                      | 398                                                  | 398                                                  |
| 1925 | 1925                                                 |                                                      | 483                                                  | 483                                                  |
| 1939 | 1939                                                 |                                                      | 539                                                  | 539                                                  |
| 1946 | 1946                                                 |                                                      | 747                                                  | 747                                                  |
| 1950 | 1950                                                 |                                                      | 736                                                  | 736                                                  |
| 1956 | 1956                                                 |                                                      | 651                                                  | 651                                                  |
| 1961 | 1961                                                 |                                                      | 657                                                  | 657                                                  |
| 1967 | 1967                                                 |                                                      | 701                                                  | 701                                                  |
| 1980 | 1980                                                 |                                                      | ?                                                    | ?                                                    |
| 1990 | 1990                                                 |                                                      | ?                                                    | ?                                                    |
| 2000 | 2000                                                 |                                                      | ?                                                    | ?                                                    |
| 2011 | 2011                                                 |                                                      | 747                                                  | 747                                                  |
| 2016 | 2016                                                 |                                                      | 741                                                  | 741                                                  |
| Datenquelle: Historisches Gemeindeverzeichnis für Hessen: Die Bevölkerung der Gemeinden 1834 bis 1967. Wiesbaden: Hessisches Statistisches Landesamt, 1968. Weitere Quellen: Gemeinde Burgwald:; Zensus 2011 |                                                      |                                                      |                                                      |                                                      |

#### Religionszugehörigkeit
Quelle: Historisches Ortslexikon
| • 1895: | 246 evangelische (= 99,19 %), zwei katholische (= 0,81 %) Einwohner |
| • 1961: | 599 evangelische (= 91,17 %), 48 katholische (= 7,31 %) Einwohner   |

## Kultur und Sehenswürdigkeiten

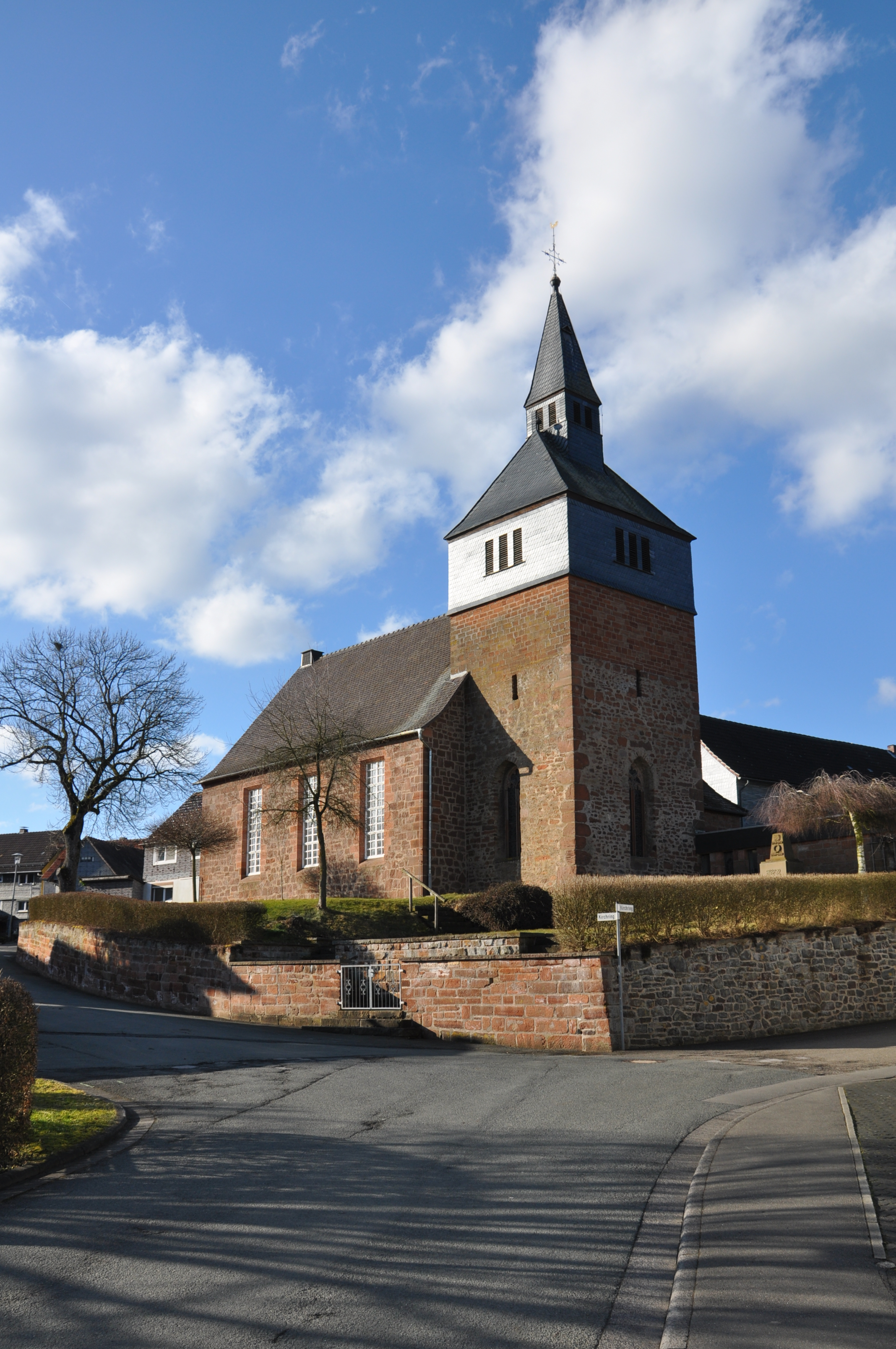
Burgwald-Birkenbringhausen, Ev.-Luth. Kirche

### Kirche
Das Langhaus an der evangelischen Kirche wurde 1934–36 nach Plänen des Marburger Architekten Karl Rumpf errichtet, dabei wurden für den Chor auch Fenster von dem Marburger Glasmalers Erhardt Klonk geschaffen.

### Ortsneckname „Ratzverbrenner“
Der Ortsneckname Ratzverbrenner erklärt sich folgendermaßen. Hintergrund ist eine Brandkatastrophe aus dem Jahr 1868. Während der Großteil der Bevölkerung draußen bei der Feldarbeit war, wurde im Dorf ein Ratz entdeckt. Ratz ist der regionale Name des Iltis, zu dessen Verhalten es gehört, dem Hausgeflügel nachzustellen. Dieser flüchtete in einen Reisighaufen. Daraufhin entschloss man sich, dem Geflügeldieb nachzustellen, indem der trockene Reisighaufen angesteckt wurde. Das Feuer griff jedoch alsbald um sich und die Häuser in der Nachbarschaft fingen Feuer und brannten ab. Wegen des trockenen Jahres war wenig Wasser zum Löschen vorhanden und die meisten Menschen mussten erst vom Feld zum Löschen ins Dorf eilen. Daher war der Brandschaden recht groß. Man erzählt sich, dass der Ratz trotz der Verfolgung unbeschadet fliehen konnte.

### Vereine
- Freiwillige Feuerwehr (gegründet 1931)
- Heimatverein (gegründet 1994)
- Kyffhäuser Kameradschaft
- Jugendfeuerwehr (gegründet 1983)[10]
- Jugendclub „Die Rätze“[11] (gegründet 1992)
- Männergesangverein (gegründet 1889)[12]
- Turn- und Sportverein (gegründet 1912)[13]

## Verkehr

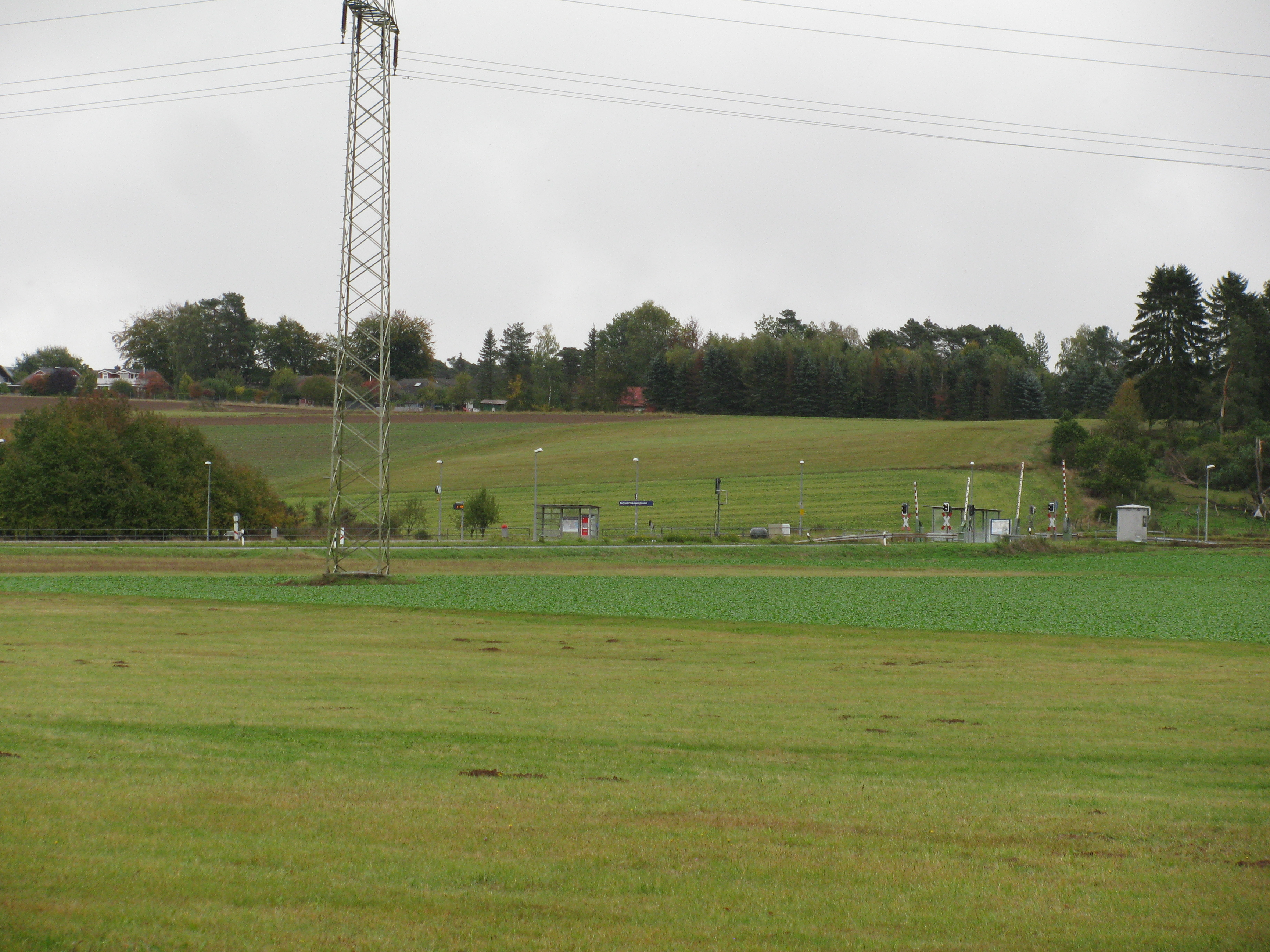
Haltepunkt Birkenbringhausen

Durch den Ort verläuft die Kreisstraße 118 zwischen Wiesenfeld und Haine sowie die Kreisstraße 124 nach Burgwald. Birkenbringhausen ist ein Haltepunkt an der Burgwaldbahn, auf der der Lahn-Sauerland-Express verkehrt. Das alte Bahnhofsgebäude ist noch erhalten, erfüllt jedoch nicht mehr den ursprünglichen Zweck.
| Linie     | Verlauf | Takt                                                         |
| --------- | --- | ------------------------------------------------------------ |
| RE97 RB97 | Lahn-Sauerland-Express: Brilon Stadt – Brilon Wald – Willingen – Usseln – Korbach Hbf – Korbach Süd – Vöhl-Thalitter (nur RB 97) – Vöhl-Herzhausen – Vöhl-Schmittlotheim (nur RB 97) – Vöhl-Ederbringhausen (nur RB 97) – Frankenberg-Viermünden – Frankenberg-Goßberg – Frankenberg (Eder) – Burgwald-Birkenbringhausen – Wiesenfeld – Ernsthausen – Münchhausen – Simtshausen – Wetter (Hessen) – Cölbe – Marburg (Lahn) Stand: Fahrplanwechsel Dezember 2021 | 60/120 min (Brilon–Frankenberg) 60 min (Frankenberg–Marburg) |

Die Bundesstraße B253 verläuft direkt am Rand des Gemeindegebiets Richtung Frankenberg / Allendorf entlang.

## Persönlichkeiten
- Jennifer Cramer (geb. 1993), deutsche Fußballnationalspielerin, aufgewachsen in Birkenbringhausen